# Tình báo
Tình báo là hoạt động thu thập tin tức một cách bí mật khiến người bị theo dõi không biết rằng mình đang bị theo dõi. Gián điệp (tình báo viên, nhân viên tình báo hay điệp viên) cũng được dùng để chỉ người làm việc cho một (hoặc nhiều) cơ quan tình báo với hoạt động thu thập thông tin một cách bí mật. Yếu tố quan trọng của gián điệp là hoạt động bí mật vì nếu người bị theo dõi khám phá ra thì họ sẽ tìm cách thay đổi môi trường để không bị lộ mật.
Lịch sử Trung Quốc và Ấn Độ có ghi nhận nhiều hoạt động gián điệp từ thời xa xưa. Hai nhà chiến lược gia nổi tiếng là Tôn Tử và Chanakya có thảo luận nhiều về các binh pháp lừa địch và làm xáo trộn hàng ngũ quân địch. Đệ tử của Chanakya là hoàng đế Ấn Độ Chandragupta Maurya đã dùng nhiều biện pháp ám sát và gián điệp mà Chanakya đã kể lại trong quyển Arthashastra của ông. Lịch sử Hy Lạp và Đế quốc La Mã ghi chép rất nhiều về sử dụng gián điệp để thăm dò quân thù. Người Mông Cổ dùng nhiều gián điệp trong công cuộc chinh phục Á Châu và Âu Châu trong thế kỷ 12 và 13.
Hoat động tình báo, gián điệp được ghi nhận nhiều nhất vào thế kỷ 20. Trong Chiến tranh Lạnh từ 1945 cho đến thập niên 1990, Hoa Kỳ, Liên Xô, và Trung Quốc dùng rất nhiều gián điệp để thu thập tình báo của kẻ địch, nhất là tình báo về vũ khí hạt nhân. Vào thế kỷ 21, bên cạnh vấn đề vũ khí hạt nhân, các cường quốc còn mở rộng hoạt động gián điệp vào các hoạt động tình báo mạng, chiến tranh ma túy và những tổ chức khủng bố quốc tế.

## Hoạt động
Tình báo là một trong những nghề cổ xưa nhất trong lịch sử loài người. Hoạt động tình báo xuất hiện cùng với sự ra đời của nhà nước. Từ xa xưa, hoạt động tình báo đã có mục đích thu thập những bí mật về quân sự, kinh tế, chính trị, vấn đề nội bộ và các bí quyết trong sản xuất kinh doanh của các đối thủ. Hoạt động tìm kiếm, thu thập các tin tức về kinh tế, chính trị, nội bộ một cách bí mật nhờ bí quyết công nghệ chính là khởi thủy của hoạt động tình báo.
Hoạt động tình báo là sự thu thập bí mật các thông tin hay các tin tình báo, mà nguồn thông tin như thế lại được bảo vệ không cho tiết lộ. Cơ quan tình báo dựa vào đây để đánh giá và xử lý thông tin cần thiết để đưa ra những quyết định. Thông tin thì có liên quan đến việc thương mại, quân đội, kinh tế hoặc các quyết định có tính chính trị nhưng thường là liên quan đến chính sách đối ngoại và quốc phòng. Nói chung tin tình báo có tính an ninh quốc gia và vì thế luôn được giữ bí mật.
Hoạt động tình báo hay gián điệp theo luật pháp quốc gia là bất hợp pháp. Hoạt động gián điệp cũng phản ánh những cố gắng của cơ quan phản gián trong việc bảo vệ bí mật của thông tin.
Các phương thức tình báo quốc tế và các điệp vụ có một số ranh giới. Chúng được tiểu thuyết hóa trong tiểu thuyết được nhiều người ưa thích hoặc phương tiện truyền thông đại chúng, nhưng trên thực tế, tình báo lại tồn tại trong một thế giới bí mật của sự mưu mẹo gian trá, lừa gạt và đôi khi có cả bạo lực. Tình báo bao gồm tuyển mộ các điệp viên ở nước ngoài; nỗ lực khuyến khích sự phản bội để có các thông tin quan trọng và nghe lén cũng như sử dụng máy chụp hình hiện đại, khả năng phán đoán, các thiết bị dò tìm và các kĩ thuật khác suy luận ra thông tin mật.

### Việc thu thập tin tức tình báo
Hoạt động tình báo được tiến hành theo quy trình 5 bước:
1. Xác định mục tiêu, thông tin tình báo cần nắm được và cơ quan, tổ chức sở hữu những thông tin đó
2. Tiến hành thu thập những thông tin đó. Thông tin có thể có sẵn trên một tờ báo nước ngoài, radio, hay những nguồn thông tin mở khác; hoặc chỉ có thể lấy được thông tin bằng những phương tiện điện tử tinh vi[3] hoặc bằng cách gài gián điệp vào vùng mục tiêu.
3. Tập hợp các thông tin tình báo thu được để so sánh, đánh giá và đối chiếu.
4. Chuyển những thông tin đã xử lý cho người cần biết. Để có ích, thông tin phải kịp thời, chính xác và có thể hiểu được.
5. Sử dụng thông tin tình báo. Điểm mấu chốt là ở chỗ người cần thông tin phải đưa ra quyết định có tính quyết định về việc có hay không hoặc làm thế nào để dùng nguồn tin này.

### Tuyển mộ các nhân viên tình báo
Ngày nay, rất nhiều quốc gia phát triển có những tổ chức tình báo hoạt động có hiệu quả với những chương trình tuyển mộ nhân viên tình báo mới một cách có hệ thống. Có ba nguồn chính cung cấp điệp viên là: giới đại học, nơi mà các sinh viên được tìm kiếm và huấn luyện nghề tình báo; các lực lượng vũ trang và cảnh sát, đây là lực lượng đã có một trình độ tình báo nhất định, và thế giới ngầm của gián điệp lực lượng này có thể bao gồm cả tội phạm chỉ điểm có kinh nghiệm.
Các gián điệp thực sự có thể là những người đánh cắp tin tình báo nhưng mục đích được giao phó ban đầu bởi cơ quan họ phục vụ hoặc là người phản bội tổ chức. Trong nhiều trường hợp các việc trên có thể do hám lợi hoặc khó khăn về tài chính, nhưng cũng có các trường hợp khác như tham vọng, tư tưởng chính trị hoặc chủ nghĩa dân tộc như: Oleg Vladimirovich Penkovsky, một cán bộ có chức vụ cao của Liên Xô, đã cung cấp tin tình báo cho các cơ quan tình báo phương Tây.
Một vài điệp viên phải được tuyển chọn cẩn thận và đưa vào hoạt động; tình nguyện viên khác được gọi là "walk-in". Loại người sau phải dùng hết sức cẩn thận vì các trường hợp làm điệp viên hai mang đều xuất hiện ở loại tình nguyện viên này. điệp viên hai mang là những điệp viên giả vờ đào ngũ, nhưng thực ra vẫn trung thành với tổ chức tình báo của họ. Các nhân viên phản gián luôn chú ý đến các nhân viên tình nguyện hoặc những kẻ đào ngũ và hạn chế dùng họ một cách hoàn toàn tin tưởng cho những mục đích tình báo. Trong một số trường hợp, gián điệp có giá trị nhất là điệp viên nằm vùng, đây là người giữ một vị trí đáng tin cậy có thể tiếp cận được các tin tức tình báo tối mật, ngoài ra còn có những người được tuyển mộ bởi một cơ quan tình báo nước ngoài được gọi là một "điệp viên nhị trùng".

## Mục tiêu
Hoạt động của các cơ quan tình báo ở tất cả các quốc gia ngày nay đều đặt mục tiêu an ninh quốc gia là ưu tiên số một. Việc đảm bảo an ninh quốc gia cũng bao gồm cả hoạt động của các lực lượng an ninh trong nước như các lực lượng cảnh sát, vệ binh quốc gia, các lực lượng bảo vệ thủ đô,... Với mục tiêu đó, các gián điệp sẽ xâm nhập vào các cơ quan, tổ chức của các quốc gia khác để thu thập thông tin tình báo hoặc xâm nhập vào các tổ chức có thể gây đe dọa tới an ninh quốc gia như các tổ chức khủng bố, các băng đảng buôn ma túy hoặc các băng đảng tội phạm khác. Tuy nhiên, một gián điệp không nhất thiết phải là người hoạt động cho một cơ quan tình báo của một quốc gia nào đó, vì trên thực tế vẫn có nhiều cơ quan gián điệp hoạt động độc lập với chính phủ (như cơ quan tình báo Stratfor ở Mỹ). Gián điệp cũng là từ dùng để chỉ những kẻ phản bội trong những cơ quan, tổ chức khi bán những bí mật cho đối phương. Gián điệp cũng có thể là những kẻ xâm nhập vào các cơ quan tổ chức nhưng không hành động vì mục tiêu an ninh quốc gia, như việc những tổ chức khủng bố tiến hành cài cắm gián điệp trong các cơ quan tình báo, hoặc những tổ chức tội phạm cài hoặc mua chuộc người trong hàng ngũ cảnh sát,...

### An ninh quốc gia, ổn định chế độ
Việc sử dụng gián điệp để giữ vững an ninh quốc gia, đối phó với giặc ngoại xâm hoặc chống lại những kế hoạch đảo chính,.... là một trong những việc làm đã có từ bình minh của lịch sử loài người, khi những nhà nước phong kiến đầu tiên được thành lập. Kinh Cựu Ước đã đề cập đến sự tồn tại của 12 gián điệp khi đặt chân đến vùng đất hứa của Đức Chúa Trời. Binh pháp Tôn Tử đã đề cập đến việc phải xây dựng một đội ngũ gián điệp đủ tinh vi để xâm nhập vào hàng ngũ của địch. Thực tế lịch sử đã chứng minh rằng, trong các trận chiến, chiến thắng thường thuộc về quốc gia nào có hệ thống tình báo mạnh hơn đối phương. Những vụ tấn công thành công của các tổ chức khủng bố vào các quốc gia đều bị quy là sự thất bại của các cơ quan tình báo, như vụ khủng bố 11-9 tại Mỹ, hay những vụ không tặc ở một số quốc gia,... Việc ngăn chặn thành công vụ đổ bộ Vịnh Con Heo của tình báo Cuba là một ví dụ điển hình của hoạt động gián điệp đóng góp to lớn vào việc giữ ổn định chế độ. Sau chiến tranh Triều Tiên, hệ thống phản gián của Hàn Quốc luôn phát hiện và chặn đứng thành công những âm mưu xâm nhập Hàn Quốc của quân đội Triều Tiên. Ngày 15 tháng 11 năm 1974, đường hầm xâm nhập Hàn Quốc đầu tiên của Triều Tiên bị phát hiện. Kể từ thời điểm đó, nhiều đường hầm xâm nhập khác cũng bị phát hiện với đường hầm lớn nhất cho phép chuyển 30 ngàn quân cùng nhiều khí tài, vũ khí hạng nặng vào Hàn Quốc chỉ trong 1 giờ; với quy mô đó, nếu không bị phát hiện, Hàn Quốc có thể bị lực lượng xâm nhập của Triều Tiên tấn công bất cứ lúc nào.

### Chống tội phạm có tổ chức
Một trong những phương pháp được các lực lượng an ninh sử dụng để tiêu diệt các tổ chức tội phạm chính là sử dụng gián điệp. Các gián điệp xâm nhập vào những tổ chức tội phạm có thể là cảnh sát, đặc vụ hoặc có thể là chính những tên tội phạm trong tổ chức đó nghe lời thuyết phục của lực lượng an ninh để chống lại tổ chức đó và được pháp luật khoan hồng. Tuy nhiên, hoạt động của các tổ chức tội phạm ngày nay rất tinh vị, đồng thời, cũng có những trường hợp các cơ quan tình báo, an ninh tiếp tay cho những tổ chức tội phạm. Những liên hệ của CIA đến các hoạt động buôn bán ma túy là một ví dụ điển hình. Có rất nhiều hồ sơ, cáo buộc về những hoạt động buôn ma túy của CIA ở vùng Tam giác Vàng, các nước Nam Mỹ hoặc hậu thuẫn cho các băng đảng ma túy trong chiến tranh ma túy Mexico. Tuy nhiên, những đóng góp của CIA và Lực lượng phòng chống Ma túy của Hoa Kỳ (DEA) trong cuộc chiến chống ma túy cũng không nhỏ. Các mạng lưới gián điệp của Mỹ và Colombia đã hỗ trợ lực lượng an ninh Colombia tiêu diệt thành công trùm ma túy Pablo Escobar. Các đặc vụ DEA cùng với các lượng chống ma túy của Mexico sau này cũng đã bắt giữ thành công trùm ma túy Joaquín "El Chapo" Guzmán năm 2016 sau 3 lần trốn thoát khỏi hệ thống nhà tù an ninh bậc nhất nước Mỹ.

### Gián điệp mạng
Từ những ngày đầu phát triển của hệ thống điện tín, các thủ thuật thu thập thông tin tình báo bằng phương pháp nghe trộm, chặn thu tín hiệu liên lạc không dây, đánh cắp mật mã,... đã được các cơ quan tình báo khai thác một cách triệt để. Vào thế kỷ 21, với sự bùng nổ của Internet, thời kỳ mà phần lớn thông tin, dữ liệu đều được lưu trữ trong các hệ thống máy tính, vấn đề gián điệp mạng được các cơ quan tình báo chú trọng phát triển hơn bao giờ hết. Các gián điệp mạng phần lớn là những hacker, làm việc cho các chính phủ hoặc tổ chức khủng bố hoặc có thể làm việc độc lập. Israel là một trong những quốc gia hiếm hoi công bố với thế giới về đội ngũ tình báo mạng của mình, gọi là Unit 8200. Trong Quân đội Trung Quốc, lực lượng đặc trách gián điệp - chiến tranh mạng thuộc biên chế của Lực lượng Chi viện Chiến lược.
Cùng với sự tiếp diễn của cuộc chiến chống khủng bố, các cơ quan tình báo ngày nay đang nhắm vào không gian mạng, một mặt trận mới để đối đầu với các tổ chức khủng bố hoặc phát hiện những mối đe dọa tiềm tàng. Hoạt động gián điệp mạng cũng là một trong những cách để các cơ quan tình báo thu thập thông tin tình báo của các quốc gia khác, do đó nguy cơ về một cuộc chiến tranh mạng giữa các quốc gia là điều khó tránh khỏi. Năm 2015, chính phủ Ukraine cho biết tình trạng mất điện liên tục tại quốc gia này có thể do hacker can thiệp vào hệ thống quản lý điện lưới, ảnh hưởng đến hàng triệu người dân. Theo các báo cáo của Symantec năm 2016, Mỹ và Trung Quốc là 2 quốc gia khởi phát tấn công mạng nhiều nhất thế giới. Chương trình giám sát toàn cầu của CIA và NSA bị phanh phui vào năm 2013 càng khiến cho nhiều người lo ngại hơn về những hoạt động gián điệp mạng của chính phủ có thể gây ảnh hưởng đến đời sống cá nhân và tình trạng vi phạm nhân quyền của những việc làm này.
Cùng với hoạt động của các chính phủ, các tổ chức khủng bố ngày nay cũng đẩy mạnh hoạt động gián điệp mạng cho những mục đích của mình. Khi cuộc chiến chống khủng bố của chính phủ Mỹ vẫn đang tiếp diễn, thì các tổ chức khủng bố như IS, đã xây dựng cho mình thành công những lực lượng hacker tinh nhuệ để đối đầu với chính phủ Mỹ. Mối đe dọa tấn công khủng bố mạng vẫn luôn hiện hữu với nhiều quốc gia khi các vụ tấn công mạng ngày một táo bạo hơn như việc nhóm hacker Trung Quốc 1937CN tấn công các sân bay Việt Nam năm 2016, hoặc các vụ tấn công mạng vào ứng cử viên tổng thống Hilary Clinton vào cuộc bầu cử tổng thống Mỹ năm 2016.
Bên cạnh đó, hoạt động của các hacker "độc lập" cũng ảnh hưởng tới hoạt động gián điệp mạng của các cơ quan tình báo trên thế giới, từ đó, ảnh hưởng đến việc hoạch định các chính sách an ninh quốc gia. Nước Mỹ vào những ngày đầu phát triển hệ thống Internet đã gánh chịu những thiệt hại đáng kể do hoạt động bất hợp pháp của các hacker. Jonathan Joseph James (1983 - 2008) đã có thể xâm nhập vào hầu hết những hệ thống mạng máy tính ở tuổi 15, bao gồm cả hệ thống phòng chống Vũ khí hạt nhân (Defense Threat Reduction Agency) và cả NASA. Sau khi xâm nhập vào hệ thống máy tính của NASA, Jonathan đã lấy trộm phần mềm trị giá 1.5 triệu dollar, khiến cho NASA phải ngưng đóng cửa trong 3 tuần, làm thiệt hại 41.000 dollar. Jonathan trở thành trẻ vị thành niên đầu tiên bị buộc tội tấn công mạng tại Mỹ. Vào những năm 1990, Kevin Mitnick đã xâm nhập vào hê thống máy tính của các công ty lớn như Nokia, Motorola, IBM, Pacific Bell,... Mitnick bị bắt sau gần 2.5 năm lẩn trốn FBI. 8 tháng sau khi bị bắt, phía tòa án quyết định phải giam biệt lập Mitnick vì lo sợ rằng Mitnick có thể phát động một cuộc chiến tranh hạt nhân chỉ bằng cách đọc mã phóng đầu đạn hạt nhân qua điện thoại. Các hacker ngày nay phần lớn đều kiếm tiền thông qua các hoạt động vá lỗi hệ thống hoặc các hoạt động bất hợp pháp như ăn cắp các tài liệu, thông tin của các cơ quan, tổ chức hoặc thẻ tín dụng và rao bán trên deep web, đào tiền ảo trên máy của những người bị nhiễm mã độc,... Phần lớn các trang web bất hợp pháp trên deep web đều là mục tiêu triệt hạ của các cơ quan đặc trách tình báo mạng, đặc biệt là FBI.

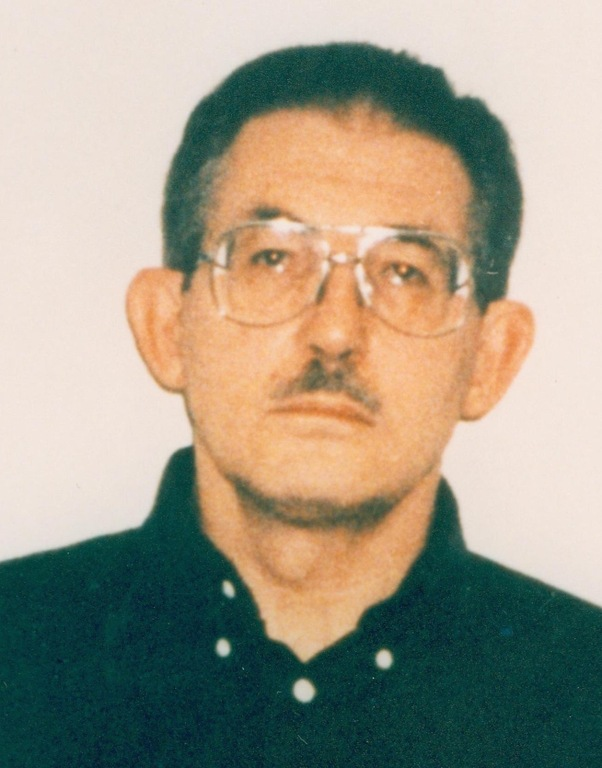
Ames

, nhân viên phản gián của CIA bị cáo buộc làm gián điệp cho Liên Xô, gây thiệt hại tài sản cho CIA nhiều thứ 2 trong lịch sử tình báo Hoa Kỳ.]]
Năm 2004, tổ chức hacker Anonymous được thành lập, lấy cảm hứng từ hình ảnh nhân vật V trong bộ phim Hollywood "V for Vendetta". Tổ chức này thường xuyên thực hiện các vụ tấn công mạng theo phương pháp tấn công từ chối dịch vụ với các khẩu hiệu về tự do Internet, tự do ngôn luận và dân chủ. Các hoạt động của nhóm Anonymous cung cấp nhiều thông tin tình báo hữu ích cho các cơ quan gián điệp như việc tiết lộ thông tin về các vụ khủng bố, tuyên chiến với IS,... tuy nhiên một số hành động của Anonymous cũng bôi nhọ hình ảnh một số chính trị gia nên Anonymous cũng bị một số người xem là khủng bố mạng. Theo các tài liệu của chương trình giám sát toàn cầu của CIA và NSA bị tiết lộ vào năm 2013, thì GCHQ (Cục tình báo điện tử - truyền thông của Anh) luôn theo dõi các hoạt động của Anonymous.
Khi Internet vạn vật đang trở thành một xu hướng công nghệ thì những mối đe dọa về những vụ tấn công mạng cũng như các hoạt động tình báo mạng cũng ngày một nâng cao.

### Phản gián
Phản gián là hành động gây chia rẽ nội bộ của đối phương, và chống gián điệp trong nội bộ. Phản gián cũng được xem là một vấn đề sống còn với một hệ thống gián điệp, vì việc này giúp củng cố hệ thống tình báo, đồng thời triệt tiêu sức mạnh gián điệp của đối phương. Nước Mỹ đã nhiều lần gặp nguy hiểm khi hệ thống phản gián đã hoạt động không hiệu quả, khiến cho gián điệp xâm nhập hoặc một số nhân viên đã phản bội và làm việc cho KGB, tiết lộ rất nhiều thông tin, bí mật quốc gia. Các điệp viên CIA hoạt động tại Đông Âu trong 2 năm 1985 và 1986 đều bị lộ, do một chuyên gia phân tích của CIA là Aldrich Ames đã bán các bí mật này cho Liên Xô. Cũng vào năm 1985, sĩ quan hải quân John Anthony Walker cùng với mạng lưới gián điệp của mình đã bán các thông tin tuyệt mật về lực lượng hải quân Mỹ trong suốt 18 năm, từ 1968 đến 1985. Điều này khiến cho Liên Xô có thể giải mật được tất cả thông tin được Hải Quân Mỹ mã hóa. Nếu một chiến tranh nổ ra giữa 2 quốc gia này, lực lượng Hải Quân Mỹ có thể thua trận do các thông tin mã hóa đều bị đối phương đọc được.

## Sự biện hộ và luật pháp quốc tế
Để chấp nhận và thi hành chính sách liên quan đến nước ngoài, kế hoạch chiến lược quân sự và tổ chức lực lượng vũ trang, kiểm soát ngoại giao, thương lượng những thỏa thuận kiểm soát vũ khí hay tham gia những hoạt động của tổ chức quốc tế, các quốc gia đòi hỏi phải có một lượng thông tin khổng lồ. Như thế thì chẳng có gì ngạc nhiên khi nhiều chính phủ duy trì một vài cơ quan tình báo có năng lực như một vấn đề có tính sống còn trong một thế giới mà những mối đe dọa và những thay đổi vẫn còn tồn tại. Chiến tranh lạnh đã đi qua, nhưng những hành động gây chiến tranh vẫn tiếp diễn ở những nơi như Đông Âu, Trung Đông và những nơi khác.
Tất cả các quốc gia đều có luật chống lại hoạt động tình báo, nhưng hầu hết đều đỡ đầu cho các hoạt động gián điệp ở nơi khác. Vì che giấu bản chất của tình báo nên không thể biết xác thực có bao nhiêu điệp viên đang hoạt động – chỉ có một số nhỏ phần trăm thực sự là gián điệp. Ước tính chung là Mỹ ngày nay có khoảng 200.000 nhân viên tình báo. Còn số lượng nhân viên tình báo của Liên Xô trong những năm 1980 thì khoảng chừng 400.000 người, một con số cho thấy đây cũng bao gồm lính bảo vệ biên giới và cảnh sát an ninh nội địa.

## Hoạt động tình báo của các quốc gia
Bên cạnh những vấn đề mang tính truyền thống của hoạt động tình báo gián điệp như giữ vững an ninh chính trị, ổn định chế độ, phản gián hay tình báo kinh tế thì ngày nay các quốc gia còn phải đối mặt với những vấn đề mới như chống khủng bố, gián điệp mạng, buôn bán ma túy, phổ biến vũ khí hủy diệt,... Trước thế kỷ 21, phần lớn các cơ quan tình báo thường thu thập và phân tích thông tin tình báo dựa trên hoạt động của các gián điệp hoặc từ những nguồn mở. Từ giai đoạn chiến tranh Lạnh cho đến nay, hoạt động thu thập thông tin tình báo bắt đầu sử dụng mạnh mẽ các biện pháp nghe trộm hoặc vệ tinh do thám. Ở thời kì bùng nổ Internet, hoạt động tình báo mạng trở thành một trong những ưu tiên hàng đầu của các quốc gia.

### Hoa Kỳ
Với sức mạnh và quyền lợi kinh tế gần như bao trùm trên toàn thế giới, chính phủ Mỹ luôn chi những khoảng ngân sách khổng lồ cho hệ thống tình báo để đảm bảo tối đa quyền lợi của họ. Chính phủ Mỹ kiểm soát hệ thống tình báo của quốc gia thông qua Cộng đồng Tình báo Hoa Kỳ, gồm 17 cơ quan tình báo độc lập nhau kiểm soát các hoạt động tình báo trong và ngoài nước Mỹ. Trong cộng đồng này, Cơ quan tình báo Trung ương (CIA) được xem là có hoạt động mạnh nhất và cũng tiêu tốn nhiều tiền bạc của chính phủ nhất. Cục Điều tra Liên bang (FBI: Federal Bureau of Investigation) có nhiệm vụ chủ yếu trong các hoạt động phản gián của nước Mỹ, và cũng phối hợp với CIA chịu trách nhiệm trong các điệp vụ bên ngoài lãnh thổ Hoa Kỳ. Trong suốt thời kỳ chiến tranh lạnh, cả FBI và CIA đều chủ yếu tập trung sự chú ý của họ vào Ủy ban an ninh quốc gia của Xô Viết (KGB: Komitet Gosudarstvennoy Bezopasnosti). Tiếp theo sau sự sụp đổ của Liên bang Xô Viết năm 1991 và sự tan rã của KGB thì trong nhiều đơn vị mới, nhiệm vụ của CIA lại chịu sự thẩm vấn của quốc hội và Chính phủ Hoa Kỳ. Các cơ quan đặc biệt của thượng, nghị viện cũng liên tục giám sát các hoạt động của CIA.
Trong suốt thời kỳ hình thành và phát triển, đặc biệt là giai đoạn chiến tranh Lạnh, sự can thiệp vào nội bộ chính trị nhiều quốc gia của chính phủ Mỹ nới chung và CIA nói riêng luôn là những đề tài gây nhiều tranh cãi. Bên cạnh những chỉ trích về việc can thiệp vào nội tình của những quốc gia khác, hệ thống tình báo Mỹ và đặc biệt là CIA cũng bị chỉ trích vì những chiến dịch tốn kém, không hiệu quả. Việc công bố những tài liệu liên quan đến CIA trên trang Wikileaks, những vụ bê bối gián điệp cũng như việc Edward Snowden, một nhân viên CIA và NSA, công bố chương trình do thám toàn cầu của CIA và NSA đã khiến cho CIA cũng như cả hệ thống tình báo Mỹ bị nhiều phản đối từ những công dân và cả những chính trị gia về tình trạng vi phạm nhân quyền, tính hiệu quả trong cuộc chiến chống khủng bố,... Tuy nhiên, vẫn có nhiều chính trị gia đánh giá cao hoạt động của hệ thống tình báo Hoa Kỳ với một số kết quả tích cực trong cuộc chiến chống khủng bố, tình báo mạng,... hay một số thành tựu trong chiến tranh thế giới II, hay vào giai đoạn chiến tranh Lạnh như chiến tranh Triều Tiên, thành công ngoại giao với Trung Quốc, cắt giảm vũ khí hạt nhân, thống nhất nước Đức, Liên Xô sụp đổ,...

### Việt Nam
"Lưu ý: Thông tin phần này nói về hệ thống tình báo nước CHXHCN Việt Nam" gồm Tình báo Quân sự, An ninh, Dân sự"
Hoạt động thu thập thông tin tình báo của chính phủ Việt Nam phần lớn dựa trên hoạt động của cơ quan tình báo chính thức là Tổng cục 2 trực thuộc Bộ Quốc phòng. Sau khi Tổng cục 5, cơ quan tình báo trực thuộc Bộ Công An ngừng hoạt động, Tổng cục 2 trở thành cơ quan tình báo duy nhất của Việt Nam mang cấp Tổng cục. Với lực lượng tình báo của Tổng cục 2 thuộc Bộ Quốc phòng của Việt Nam, nhiệm vụ được xác định rõ ràng là: "Lực lượng tình báo thuộc Bộ Quốc phòng là lực lượng chuyên trách về công tác tình báo chiến lược hoạt động trên các lĩnh vực tình báo chính trị, quốc phòng, an ninh, đối ngoại, kinh tế, khoa học kĩ thuật, công nghệ môi trường, văn hoá xã hội, thu thập và xử lý tin liên quan đến lợi ích quan trọng, sống còn của Cộng hòa Xã hội Chủ nghĩa Việt Nam, góp phần tham mưu cho Đảng và Nhà nước hoạch định đường lối, sách lược đối nội, đối ngoại và các chủ trương, kế hoạch, biện pháp, quyết sách để thực hiện hai nhiệm vụ chiến lược..."
Các đối tượng cần thu thập thông tin tình báo của Tổng cục 2 cũng được xác định: "Đối tượng và mục tiêu của lực lượng tình báo thuộc Bộ Quốc phòng là những nơi có tin tức, tài liệu liên quan đến nước Cộng hòa Xã hội Chủ nghĩa Việt Nam. Trong đó đặc biệt chú ý đến các quốc gia, tổ chức và các cá nhân ở trong nước và ngoài nước có âm mưu hoạt động, đe dọa chống lại Đảng Cộng sản Việt Nam, Nhà nước Cộng hòa Xã hội Chủ nghĩa Việt Nam."
Vấn đề đảm bảo an ninh trong nước bằng việc thu thập và xử lí các tin tức tình báo là nhiệm vụ chính của Tổng cục 5, giúp bộ trưởng Công an quản lí và điều hành hoạt động tình báo trong nước. Ngày 6 tháng 8 năm 2018, Thủ tướng Chính phủ Việt Nam Nguyễn Xuân Phúc đã ký ban hành Nghị định 01 có hiệu lực cùng ngày quy định chức năng nhiệm vụ, quyền hạn và cơ cấu tổ chức của Bộ Công an, theo đó Bộ Công an không còn cấp Tổng cục.
Hoat động tình báo của các cơ quan tình báo Việt Nam đã đạt được một số thành tựu nhất định từ Chiến tranh Việt Nam đến thời kì hậu chiến với một số nhiệm vụ nổi bật như những hoạt động tình báo của các điệp viên nằm vùng Phạm Ngọc Thảo, Phạm Xuân Ẩn, Vũ Ngọc Nhạ, Lê Hữu Thúy, cụm tình báo A.22,..; việc chặn đứng chiến dịch Đông tiến xâm nhập Việt Nam của Mặt trận Quốc gia Thống nhất Giải phóng Việt Nam, chiến dịch xâm nhập Việt Nam của Trần Văn Bá, Lê Quốc Túy và Mai Văn Hạnh (Kế hoạch CM-12), chiến dịch xâm nhập Việt Nam của Võ Đại Tôn,...; triệt tiêu băng nhóm tội phạm có tổ chức Năm Cam (chuyên án Z5.01),...

## Lịch sử tình báo
Tình báo sớm được thừa nhận như là một công cụ không thể thiếu trong thuật lãnh đạo đất nước, trong ngoại giao hay chiến tranh. Trong tác phẩm được viết cách đây 2000 năm, nhà lý luận quân sự người Trung Hoa Tôn Tử đã nhấn mạnh tầm quan trọng của công tác tình báo. Quyển sách của ông mang tên Binh pháp Tôn Tử (khoảng năm 500 TCN) đã đưa ra chi tiết về việc tổ chức một hệ thống gián điệp bao gồm cả những điệp viên hai mang và những kẻ đào ngũ. Tuy nhiên, trước khi chủ nghĩa dân tộc phát triển và sự phát triển của quân đội thường trực cũng như các thiết lập ngoại giao thì cơ quan tình báo không được các nhà cầm quyền và các tướng lĩnh quân sự tổ chức một cách thống nhất.

### Thế kỉ 19
Có thể nói tình báo chính trị lần đầu tiên được sử dụng một cách có hệ thống bắt đầu do Joseph Fouché, duc d’Otrante, bộ trưởng cảnh sát trong cuộc cách mạng Pháp và triều đại của Napoleon. Dưới quyền chỉ huy của Fouché, một mạng lưới điệp viên cảnh sát và những điệp viên chuyên mặc thường phục hoạt động bí mật để nắm rõ tiềm lực của những người theo phái Jacobin và của những người bảo hoàng phản động. Chính khách người Áo, Prince von Metternich của anh cũng thành lập một tổ chức gián địêp quân sự và chính trị có hiệu quả cao vào đầu thế kỷ 19.
Trong thời gian giữa thế kỉ 19, cảnh sát mật của Phổ (nay là lãnh thổ thuộc Đức) được cải tổ lại và sử dụng với nhiệm vụ bảo vệ an ninh bên ngoài cũng như bên trong quốc gia. Hệ thống tình báo Phổ đã đóng vai trò quan trọng trong việc thống nhất đế chế Đức. Nó cũng khống chế Pháp với một mạng lưới 30 ngàn điệp viên đã góp phần vào chiến thắng của Đức trong cuộc chiến tranh Pháp-Phổ 1870-1871. Tuy nhiên, mãi đến những năm của thế kỷ 19 thì các cục tình báo của các quốc gia hiện đại mới hoạt động thường xuyên.

### Đầu thế kỷ 20
Hệ thống tình báo đã hỗ trợ người Nhật chiến thắng người Nga trong cuộc Chiến tranh Nga-Nhật (1904-1905). Khi chuẩn bị Chiến tranh thế giới thứ nhất, người Đức đã đưa vào Pháp rất nhiều điệp viên, một vài trong số đó cải trang thành những đại diện thương mại, giáo viên, lao động nông nghiệp hoặc người hầu. Bị cáo gián điệp nổi tiếng nhất là Mata Hari, một diễn viên múa người Java ở Pari đã bị người Pháp hành quyết. Các điệp viên người Đức cũng có những cố gắng nhằm phá hoại hệ thống phòng thủ của Mỹ cả trước và sau khi Mỹ nhảy vào Chiến tranh thế giới thứ nhất.
Tuy nhiên, hầu hết các quốc gia đã tham chiến với những đội ngũ tình báo không đầy đủ và các tin tình báo trong các cuộc chiến rất nghèo nàn. Những bài học của cuộc chiến tranh này là cùng với những tiến bộ vượt bậc về kĩ thuật, đặc biệt là trong lĩnh vực thông tin liên lạc và hàng không, đã thúc đẩy một sự phát triển lớn các cơ quan tình báo. Điều này càng cấp bách hơn nữa bởi sự có mặt của chính quyền Phát-xít ở châu Âu và chế độ độc tài quân sự ở Nhật Bản và sự ra đời của các cơ quan phản gián chẳng hạn như Gestapo của Đức Quốc xã. Những phát triển này đã dẫn đến sự ra đời những hệ thống cơ quan phản gián của các nước dân chủ.

### Chiến tranh thế giới thứ hai
Chiến tranh thế giới lần thứ hai là tác nhân kích thích lớn cho sự phát triển của các cơ quan tình báo trên khắp thế giới. Kĩ thuật quân sự và thông tin liên lạc hiện đại đã giúp cho thông tin trở nên chính xác và nhanh chóng cũng như những nỗ lực bảo vệ thông tin nhạy cảm. Một vài trận đánh lớn trong Chiến tranh thế giới thứ II thực sự là những trận đánh của tình báo và phản gián. Trong những năm gần đây chỉ có một vài kỳ công và thất bại trong cuộc chiến bí mật này được tiết lộ. Nổi tiếng là điệp vụ chơi hai mặt (Operation Double Cross), trong đó người Anh đã bắt giữ gần như tất cả các điệp viên của Đức tại Anh trong thời gian chiến tranh. Và Anh cùng với đồng minh cũng đã bẻ khóa mật mã của Đức và xâm nhập vào nhiều sóng truyền tin bí mật của quân địch.
Trận Trân Châu cảng ngày 7 tháng 12 năm 1941 là một thành công tình báo lớn của Nhật và tình báo Mỹ là kẻ thất bại. Thất bại này đã thúc đẩy sự phát triển bộ máy tình báo khổng lồ của Mỹ sau chiến tranh. Trước Chiến tranh thế giới thứ II, Mỹ hầu như không có hệ thống tình báo; sau chiến tranh CIA trở nên có tiếng bởi tai mắt khắp nơi, nối tiếp với các cơ quan tình báo như MI-6 của Anh, KGB của Liên Xô, SDECE (the Service de Documentation Extérieure et de Contre-Espionage) của Pháp, Cục tình báo đối ngoại của Israel, Văn phòng sự vụ xã hội của Trung Quốc và đông đảo các cơ quan khác trong cộng đồng tình báo và phản gián thế giới.

### Cuối thế kỷ 20
Giữa những năm 1970, như một kết quả của sự tan vỡ ảo tưởng của cuộc chiến tranh Việt Nam, vụ bê bối Watergate và chính sách lắng dịu, nhiều người Mỹ bắt đầu đặt câu hỏi về vai trò của CIA. Các phương tiện truyền thông vạch trần những tồi tệ và thất bại của cơ quan tình báo.

### Tình báo chính trị và công nghiệp
Hoạt động tình báo và gián điệp là những việc làm phổ biến nhất có quan hệ chặt chẽ với các chính sách đối ngoại của quốc gia, thời nay thông tin mật thì rất cần thiết cho các quyết định chính trị, thương mại và công nghiệp. Các đảng phái chính trị luôn quan tâm đến các kế hoạch chiến lược của các đối thủ hoặc trong bất kỳ thông tin nào có thể là ảnh hưởng đến uy tín của họ.
Ngày nay hầu hết những tập đoàn kinh doanh lớn đều có những bộ phận chủ yếu dùng cho kế hoạch chiến lược mà đòi hỏi phải có những báo cáo tình báo. Các công ty cạnh tranh không hề phủ nhận sự quan tâm của họ đối với các kế hoạch chiến lược của các đối thủ cạnh tranh mặc cho các luật lệ được đặt ra để ngăn cản.
Tất cả những hình thức và kĩ thuật của tình báo ngày nay được hỗ trợ bởi kĩ thuật thông tin liên lạc và các thiết bị tính toán, đo đạc nhanh. Các loại máy chụp ảnh và quay phim cực nhỏ dễ dàng giúp cho người sử dụng có thể chụp những tài liệu hình ảnh và phim bí mật. Các vệ tinh nhân tạo cũng là những công cụ tình báo – chúng có thể chụp ảnh phát hiện những thiết lập quân sự bí mật. Tiên phong trong những phát triển này là các loại điện thoại dùng công nghệ không dây, chúng có thể được cài trong phòng (đối với các loại có khả năng thu thanh) và các hình ảnh có thể chụp được trong bóng tối. Tuy nhiên, "vỏ quýt dày có móng tay nhọn", sự leo thang cạnh tranh đã dẫn đến sự ra đời các sản phẩm "chống lại" sản phẩm gián điệp.

### Tình báo trong thời kì Chiến Tranh Việt Nam
Đầu năm 1961, cụm tình báo quân sự H.63 (ban đầu có tên là A18) ra đời, đóng tại căn cứ Bời Lời (Tây Ninh). Tất cả để phục vụ điệp viên nổi tiếng Hai Trung. Thời kỳ đầu, H.63 là bộ phận địch tình của thành ủy Sài Gòn. Khi Hai Trung (X6, Phạm Xuân Ẩn) từ Mỹ trở về, hoạt động giữa Sài Gòn với tư cách phóng viên báo nước ngoài, ông Mười Nho (Xuân Mạnh, Nguyễn Nho Quý - cán bộ Cục Tình báo) là người trực tiếp chỉ đạo. Năm 1962, ông Mười Nho bị bệnh, không thể chỉ huy H.63. Tư Cang là người được ông Ba Trần, Thủ trưởng Phòng tình báo miền lúc bấy giờ lựa chọn. Tháng 5/1962, Tư Cang chính thức được giao nhiệm vụ chỉ huy cụm H.63. Sau chiến tranh, "bộ máy" H.63 đã 2 lần trở thành anh hùng (với những điệp viên tiêu biểu: Tư Cang, Hai Trung, Tám Thảo, Mười Nho, Nguyễn Thị Ba,...).
Một số biến cố xảy ra với chính quyền Đệ Nhất Cộng Hòa Việt Nam cũng được xem là sự thất bại của hệ thống tình báo khi đã không dự báo cũng như chặn đứng được vụ đảo chính năm 1960, vụ ném bom dinh độc lập của hai phi công Phạm Phú Quốc và Nguyễn Văn Cử (27/2/1962), và đỉnh điểm là vụ đảo chính ngày 1 tháng 11 năm 1963 làm sụp đổ cả chế độ Đệ Nhất Cộng Hòa.

## Một số hoạt động tình báo điển hình trong lịch sử

### Vụ ăn cắp bí mật tơ lụa của Trung Quốc
Cách đây 1500 năm, tơ lụa là mặt hàng độc quyền của Trung Quốc, giá cả tơ lụa trên thị trường thế giới do Trung Quốc khống chế. Công nghệ nuôi tằm lấy tơ dệt lụa là một bí mật quốc gia được người Trung Quốc cất giữ trong nhiều thế kỷ. Sau sự kiện công chúa Trung Hoa giấu con tằm giống trong khăn trùm đầu vượt qua biên giới Trung Quốc sang Ấn Độ, công nghệ tơ lụa bắt đầu phát triển ở mảnh đất Nam Á này.
Để lấy được bí mật công nghệ sản xuất tơ lụa, Hoàng đế Đế chế Đông La Mã (nay là Hy Lạp), còn gọi là đế chế Byzantium, Justinian đã cho mời các Giáo sĩ Ba Tư đang truyền giáo ở Ấn Độ tới gặp để nhằm nắm tình hình. Các giáo sĩ đã cung cấp cho Hoàng đế những thông tin hết sức quan trọng, là muốn có lụa tự nhiên cần phải nuôi một loại tằm nhả tơ đặc biệt chuyên ăn lá dâu để thu kén làm nguyên liệu dệt lụa. Theo các giáo sĩ, điều kiện thổ nhưỡng và khí hậu ở một số vùng của Hy Lạp rất giống với điều kiện ở Trung Quốc và Ấn Độ phù hợp với loại cây dâu làm thức ăn cho tằm nhả tơ.
Công việc đặt ra quan trọng và khó khăn nhất là làm sao phải đánh cắp bằng được con tằm giống mà Trung Quốc và Ấn Độ bảo vệ rất chặt chẽ. Một mặt, Justinian cho người tìm kiếm giống dâu, mặt khác treo thưởng lớn nếu giáo sĩ Ba Tư nào đánh cắp được con tằm giống đem về nước. Lợi dụng lúc đi truyền giáo tại Ấn Độ, các giáo sĩ đã đánh cắp được con tằm rồi giấu vào trong chiếc gậy thiền trượng rỗng mang về Đông La Mã. Chính vì việc này, mà Hoàng đế Justinian đã phá được sự độc quyền về tơ lụa của Trung Quốc, và Vương quốc này trở nên giàu có, khiến cho Trung quốc mất đi khoản thu nhập khổng lồ; và từ những con tằm này đã đặt nền móng cho ngành công nghiệp tơ tằm Byzantine sau này.

### Vụ ăn cắp bí quyết công nghệ mía đường của Anh
Vào những năm 1809, Hoàng đế Pháp Napoléon Bonaparte tuyên bố khóa chặt lục địa, và Anh tuyên bố đáp trả bằng một chiến dịch phong tỏa vùng biển nước Pháp, thì hầu như không một cây mía nào lọt được vào lục địa châu Âu. Vốn là người thích ăn của ngọt, Napoléon đã tung ra những thám tử giỏi nhất để tìm cách cứu nước Pháp thoát khỏi cuộc khủng hoảng đường. Các thám tử đã tìm được một số nhà hóa học trong ngành mía đường của Anh, để tìm hiểu công thức, từ đó Pháp đã nghiên cứu tìm ra công nghệ sản xuất đường từ củ cải. Việc phát triển công nghệ sản xuất đường từ củ cải là nhờ phần lớn vào công sức của các thám tử Pháp.

## Các cơ quan tình báo nổi tiếng
- CIA (tình báo Mỹ)
- KGB (tình báo Liên Xô) nay đã tan rã
- Mossad (tình báo Israel)
- ISI của Pakistan
- MI5 (tình báo Anh)
- MSS (Bộ An ninh Quốc gia Trung Quốc)
- Stasi (tình báo Đông Đức) nay đã tan rã
- Tổng cục II (tình báo Việt Nam)
- Biệt động Sài Gòn (một lực lượng tình báo của lực lượng Giải phóng miền Nam trong thời kì chiến tranh Việt Nam): Đã hoàn thành sứ mệnh

## Trong văn hóa đại chúng
Gián điệp là một đề tài rất phổ biến trong văn hóa đại chung. Rất nhiều tiểu thuyết và phim ảnh về đề tài gián điệp, tái hiện hoạt động tình báo của các điệp viên ở nhiều giai đoạn lịch sử khác nhau như trong hai cuộc Chiến tranh thế giới, Chiến tranh Lạnh và trong thời hiện đại.

### Tiểu thuyết tình báo
Các điệp viên - người hoạt động tình báo, được các nhà văn xây dựng trong các tiểu thuyết trinh thám. Thực tế thì các điệp viên chiến lược không bao giờ được phép mạo hiểm vì một nhiệm vụ "chiến thuật". Họ không phải là biệt kích. Đối với họ, dự một cuộc họp là quan trọng hơn đốt một kho hàng. Nhưng khi các nhà văn viết truyện tình báo thì bị thôi thúc phải có sự ly kỳ, hình thành một thói quen cố hữu rằng hễ sách tình báo là phải "giật gân". Một số nhà văn viết tiểu thuyết tình báo nổi tiếng có thể kể đến như Ian Flemming (với loạt tiểu thuyết James Bond), John le Carré, Gérard de Villiers, Tom Clancy, Robert Ludlum,...
Một số tiểu thuyết tình báo nổi bật của Việt Nam có thể kể đến như X30 phát lưới (tác giả Đặng Thanh, xây dựng nhân vật Phan Thúc Định), Ông cố vấn: Hồ sơ một điệp viên (tác giả Hữu Mai, viết về Vũ Ngọc Nhạ), Giữa biển giáo rừng gươm (tác giả Trần Bạch Đằng, được chuyển thể thành phim Ván Bài Lật Ngửa), các tiểu thuyết về điệp viên Z.28 (tác giả Bùi Anh Tuấn, bút danh Người Thứ Tám),..

### Phim tình báo
Với điện ảnh Hollywood, loạt phim nổi tiếng nhất về đề tài gián điệp là loạt phim James Bond, còn được biết đến là điệp viên "007", chuyển thể từ tiểu thuyết về nhân vật cùng tên của nhà văn Ian Flemming. Điện ảnh Liên Xô và nước Nga sau này cũng nổi tiếng với nhiều loạt phim gián điệp, như TASS được quyền tuyên bố.... (1984), Smersh (2009),...
Ở Việt Nam, sau chiến tranh Việt Nam, phim Ván bài Lật ngửa, về hoạt động tình báo của đại tá Nguyễn Thành Luân (dựa trên nhân vật có thật là Đại tá Phạm Ngọc Thảo) cũng được dư luận đánh giá cao.